# Football aux Jeux africains de 2007
Navigation
2003 2011
Les compétitions de football aux Jeux africains de 2007 ont lieu du 9 au 23 juillet 2007 en Algérie,,

## Médaillés
| Épreuves         | Or       | Argent         | Bronze  |
| ---------------- | -------- | -------------- | ------- |
| Tournoi masculin | Cameroun | Guinée         | Tunisie |
| Tournoi féminin  | Nigeria  | Afrique du Sud | Ghana   |

## Tableau des médailles
| Rang  | Nation         | Or | Argent | Bronze | Total |
| ----- | -------------- | -- | ------ | ------ | ----- |
| 1     | Cameroun       | 1  | 0      | 0      | 1     |
| 1     | Nigeria        | 1  | 0      | 0      | 1     |
| 3     | Afrique du Sud | 0  | 1      | 0      | 1     |
| 3     | Guinée         | 0  | 1      | 0      | 1     |
| 5     | Ghana          | 0  | 0      | 1      | 1     |
| 5     | Tunisie        | 0  | 0      | 1      | 1     |
| Total | Total          | 2  | 2      | 2      | 6     |